# 伊洛斯 (特羅斯之子)
伊洛斯（Ilus，希臘文：Ἶλος）是希臘神話人物，達達諾斯國王特羅斯之子。他建立了伊里昂（Ilium），即日後的特洛伊城。拉俄墨冬是他的兒子。